# Primera División 1907 (Argentinië)
In 1907 werd het zestiende seizoen gespeeld van de Primera División, de hoogste voetbaldivisie van Argentinië. Alumni AC werd kampioen. Barracas trok zich na 7 wedstrijden terug, de resterende wedstrijden werden als verlies geteld.

## Eindstand
| Plaats | Club                 | Wed. | W  | G | V  | Saldo | Ptn. |
| ------ | -------------------- | ---- | -- | - | -- | ----- | ---- |
| 1º     | Alumni Athletic Club | 20   | 17 | 3 | 0  | 76:13 | 37   |
| 2º     | CA Estudiantes       | 20   | 13 | 5 | 2  | 51:25 | 31   |
| 3º     | CA San Isidro        | 20   | 11 | 3 | 6  | 51:31 | 25   |
| 4º     | Quilmes AC           | 20   | 11 | 2 | 7  | 44:31 | 24   |
| 5º     | Belgrano Athletic    | 20   | 10 | 3 | 7  | 26:26 | 23   |
| 6º     | CA Porteño           | 20   | 8  | 6 | 6  | 42:41 | 22   |
| 7º     | Reformer             | 20   | 8  | 1 | 11 | 36:53 | 17   |
| 8º     | Argentino de Quilmes | 20   | 6  | 4 | 10 | 23:50 | 16   |
| 9º     | Lomas Athletic Club  | 20   | 4  | 3 | 13 | 21:50 | 11   |
| 10º    | San Martín Athletic  | 20   | 4  | 2 | 14 | 24:70 | 10   |
| 11º    | Barracas Athletic    | 20   | 2  | 0 | 18 | 17:21 | 4    |

|  | Kampioen   |
|  | Degradatie |